# Ischnomera cyanea
Ischnomera cyanea is een keversoort behorend tot de familie van de schijnboktorren.

## Kenmerken
De kevers zijn ongeveer 10 millimeter lang. Kop, pronotum en dekschilden zijn blauwachtig tot groenachtig glinsterend. Vier longitudinale ribben lopen over de dekschilden. De femora zijn iets verdikt. De klauwen van de tarsi hebben een kleine basale tand.

## Verspreiding
De keversoort komt in grote delen van Europa voor. In het noorden strekt het voorkomen zich uit tot het zuiden van Groot-Brittannië en Midden-Zweden.

## Levenswijze
Voorkeurshabitats zijn loofbossen en bosranden. De volwassenen worden waargenomen in april en mei. De kevers voeden zich met stuifmeel en nectar, met name lijsterbessen (Sorbus), meidoorns (Crataegus) en diverse schermbloemen zoals berenklauw. De imago's voeden zich met stuifmeel en nectar. De larven leven in vochtig hout van levende of rotte loofbomen zoals beuken, iepen, eiken of populieren.